# Íbis Sport Club
L'Íbis Sport Club, noto anche semplicemente come Íbis, è una società calcistica brasiliana con sede nella città di Paulista, nello stato del Pernambuco. La squadra è nota per essere "la peggiore squadra del mondo".

## Storia
L'Íbis Sport Club è stato fondato il 15 novembre 1938 da parte dei dipendenti della Tecelagem de Seda e Algodão, di proprietà di João Pessoa de Queiroz, e con sede a Santo Amaro. Inizialmente solo i dipendenti di tale azienda potevano giocare nella squadra. Il nome del club è un riferimento a un uccello africano chiamato ibis. Dopo la morte di João Pessoa de Queiroz, il proprietario del club, i suoi eredi hanno perso interesse per il club, poi uno dei manager della società, Onildo Ramos, ha adottato l'Íbis. L'Íbis, sotto amministrazione di Onildo Ramos, ha iniziato ad accettare anche giocatori non dipendenti della Tecelagem de Seda e Algodão.
Mentre la Federação Pernambucana de Futebol è stata fondata il 16 giugno 1915 come Liga Sportiva Pernambucana, solamente nel 1955 il club è stato rinominato con il suo nome attuale. L'Íbis è considerata dall'organizzazione come uno dei suoi fondatori.
L'Íbis ha vinto il Torneio Início nel 1948 e nel 1950, e il Torneio Incentivo nel 1975 e nel 1976. Carlito dell'Íbis, con 12 gol, è stato capocannoniere del Campionato Pernambucano nel 1948. La squadra è anche nota come "la peggiore squadra del mondo" dato che ha perso molte volte dalla fine degli anni settanta e l'inizio degli anni ottanta. Il club ha trascorso tre anni e undici mesi dal 1980 al 1984 senza vincere una partita. L'Íbis è stato finalista del Campeonato Pernambucano Série A2 nel 1999, perdendo la finale contro il Central. Dopo aver festeggiato il suo 70º anniversario il 15 novembre 2008, il club ha avviato un progetto per diventare una società privata, con l'aiuto dell'imprenditore portoghese Filipe Fernandes. I R$ 15 milioni saranno investiti nella costruzione di un centro di formazione.